# Ercole Paganini
Ercole Paganini (Ferrara, 1770 – Novara, 1825) è stato un compositore italiano.

## Biografia
Studiò al Conservatorio della Pietà dei Turchini a Napoli, con Nicola Sala e Giacomo Tritto, divenendo poi insegnante nello stesso conservatorio. In seguito a problemi giudiziari riparò nel Nord Italia, dove fece rappresentare sette opere con discreto successo. Nel 1823 fu chiamato a Novara come maestro di cappella in San Gaudenzio e si dedicò solo alla musica sacra, in cui diede prove più convincenti rispetto alla musica per il teatro.

## Composizioni

### Opere
- Il matrimonio a forza, ovvero I consulti rabbiosi, farsa giocosa in un atto, libretto di Giuseppe Maria Foppa, Venezia, Teatro San Moisè, 1º dicembre 1800 (libretto)
- L'Olimpia, dramma serio in due atti, Firenze, Teatro alla Pergola, 15 settembre 1804
- La conquista del Messico, melodramma serio in due atti, libretto di Luigi Romanelli, Milano, Teatro alla Scala, 4 febbraio 1808 (libretto)
- Lisinga, opera in due atti, Firenze, Teatro Santa Maria, 1808
- Le rivali generose, melodramma giocoso in due atti, libretto di Luigi Romanelli, Milano, Teatro alla Scala, 10 giugno 1809 (libretto)
- I filosofi al cimento, melodramma giocoso in due atti, libretto di Angelo Anelli, Milano, Teatro alla Scala, 25 giugno 1810 (libretto)
- Cesare in Egitto, melodramma serio in due atti, libretto di Luigi Andrioli, Torino, Théâtre Impérial o ex-Teatro Regio, 2 gennaio 1814 con Elisabetta Manfredini e Claudio Bonoldi (libretto)
- Un'aria (Aria di Geppino) nel pastiche Lo sprezzatore schernito, burletta per musica in un atto,  Firenze, Teatro alla Pergola, 22 novembre 1816 (libretto)

### Altro
- L'uomo contento, quando è in grazia di Dio, cantata dal Salmo XCIX per soprano, contralto e orchestra, Napoli, 1795
- Christus, inno per la Settimana Santa per soprano, coro e orchestra, Napoli, 1797
- Cantata per la concezione, per voce e orchestra, 1808
- Tre messe (per tre e quattro voci e orchestra)
- Concerto per pianoforte
- Sinfonia per valzer per pianoforte

Altre composizioni sacre e strumentali